# Adamastor
NRP Adamastor fue un pequeño crucero desprotegido de la Armada de Portugal que fue botado en 1896 y permaneció activo hasta ser dado de baja en 1933, siendo el único barco de su clase. El barco jugó un papel importante en la revolución del 5 de octubre de 1910 en el Reino de Portugal, que supuso la caída de la monarquía , y posteriormente participó en acciones en el África portuguesa durante la Primera Guerra Mundial.

## Historial operativo

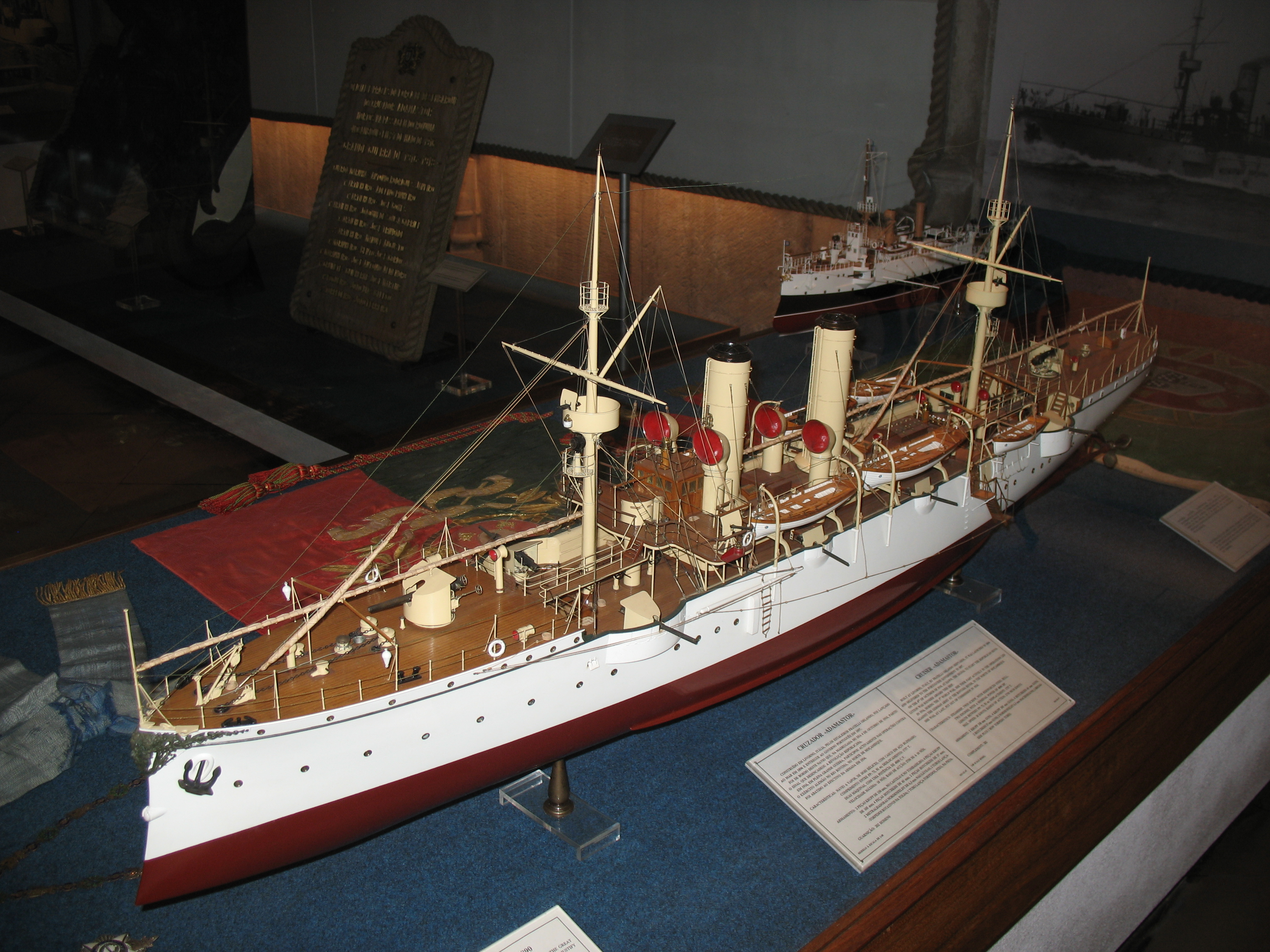
Maqueta del crucero Adamastor.

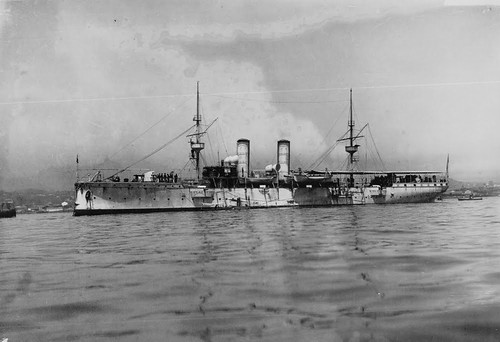
Crucero Adamastor.

Crucero Adamastor.

El barco había sido construido originalmente con dinero de suscripción pública para restaurar el honor de Portugal después de haber sido humillado por Gran Bretaña en 1890, impidiéndole hacer una ruta terrestre desde sus dos colonias de Angola y Mozambique. Hubo un programa de reequipamiento de la Armada de Portugal, de la transición del siglo XIX al XX, un programa de modernización propuesto por el entonces ministro de Marina Jacinto Cândido da Silva. El Adamastor fue iniciado en enero de 1895 y botado en julio de 1896, antes de ser terminado en agosto de 1897.
En 1897, el barco fue enviado a la costa marroquí, junto con el Vasco da Gama y  barcos españoles, para cazar piratas. Hacia 1908 visitó el Timor portugués y se detuvo en las Indias Orientales Holandesas.
Cuando la revolución del 5 de octubre de 1910 estalló en Lisboa , la marina portuguesa jugaría un papel importante, en particular la tripulación del Adamastor que se sublevó al mismo tiempo que comenzaba una revuelta en la capital. Entre los partidarios de la revolución se encontraba la tripulación de tres cruceros, entre ellos el Adamastor, que ayudó a bombardear el Palacio de las Necessidades del Rey de Portugal junto con el crucero São Rafael. Así, el crucero se convertiría en un símbolo de la revolución.
Durante la Primera Guerra Mundial, Portugal participó en los combates contra las tropas de Paul von Lettow-Vorbeck durante la campaña en África oriental. En 1917, las fuerzas alemanas entraron en el Mozambique portugués. Aunque derrotaron a las fuerzas terrestres portuguesas y británicas, Adamastor y otro crucero fueron enviados al importante puerto de Quelimane, momento en el que los alemanes decidieron no atacar la ciudad.
Adamastor encalló en octubre de 1929, pero fue reflotado y devuelto al servicio antes de ser dado de baja en 1933.